# Банк Парижского союза
Банк Парижского союза (фр. Banque de l'Union Parisienne, сокращённо BUP) — французский депозитный (инвестиционный) банк, существовавший в 1904—1973 годах.

## Основание
Предшественником Банка Парижского союза является Парижский банк (фр. Banque Parisienne), основанный в 1874 году и занимавшийся ценными бумагами. В конце 1880-х годов в связи с финансовым кризисом у Парижского банка возникли проблемы с ликвидностью, которые удалось решить только с помощью финансовых вложений со стороны банка Société Générale de Belgique. Благодаря новому партнёру Парижский банк снова занялся выпуском и продажей ценных бумаг для французских компаний (преимущественно парижских), для компаний за рубежом (Португалия, Китай) и правительств. Эта деятельность оказалась выгодной, однако компании потребовался капитал для дальнейшего роста.
Société Générale de Belgique объединился с рядом частных парижских банков, которые и образовали Банк Парижского союза (фр. Banque de l'Union Parisienne). Новыми инвесторами стали участники крупнейших парижских домов: Оттингер (Hottinger & Cie), Мирабо (Mirabaud et Cie), де Нефлиз, Малле (Banque Mallet), Берн (фр. Banque Vernes) и Гейне. Ожидалось, что новый банк станет вторым инвестиционным банком после Банка Парижа и Нидерландов (фр. Banque de Paris et des Pays-Bas) и будет представлять компании Schneider-Creusot. 5 января 1904 года официально был открыт Банк Парижского союза с уставным капиталом в 40 млн. франков (15% акций принадлежало Société Générale de Belgique). К 1929 году капитал вырос до 200 млн. франков благодаря дому Демаши (фр. Demachy). Владельцами банка были французские и зарубежные банки с несколькими физлицами в качестве акционеров, однако у банка были также и крупные инвесторы.

## 1904—1939: рост и экономический бум
Барон Фердинанд Байен (фр. Ferdinand Baeyens), руководитель Société Générale, с 1904 по октябрь 1913 года был руководителем Банка Парижского союза, после него обе должности занимал Жан Жадо (фр. Jean Jadot). С момента своего основания наблюдался рост банка со значительным расширением базового капитала. В 1907 и 1913 годах банк пережил кризис: в 1913 году его капитал вырос до 80 млн. франков. Так, Банк Парижского союза вкладывал средства в широкий спектр французских предприятий, участвуя в развитии кораблестроительной компании Messageries Maritimes, фирмы по производству телефонов Ericsson, автозавода De Dion-Bouton. Банк одалживал средства для роста и расширения производства, компенсируя расходы путём получения своей доли от продажи при расцвете рынка. Банк близко сотрудничал с компанией Schneider, оказывая помощь при финансировании предприятий в России, Марокко и других странах. С 1927 года из-за проблем с предприятиями Schneider сотрудничество с банком было приостановлено, а окончательно оно прекратилось в 1929 году.
Банк вкладывал свои средства также в нефтедобывающую компанию Compagnie Française des Pétroles (ныне компания Total S.A.), владея 13% от всех её средств (19% было у Paribas). Ещё одним выгодным вложением стало вложение средств в Citroën, у которого были серьёзные проблемы с поиском инвесторов из-за невысокой привлекательности и нестандартного управления. Банк представлял инвестиции по всему миру для французских компаний, специализировавшихся на разведке и добыче нефти, полезных ископаемых, транспортных услугах и развитии инфраструктуры.
Во время Первой мировой войны банк понёс колоссальные потери, а в связи с Октябрьской революцией лишился всех своих активов в России. Также по нему наносили удары экономический кризис начала 1930-х и конкуренция со стороны банков. Особенно серьёзные проблемы приносили промышленные предприятия с севера Франции и Балканского полуострова: правительства балканских стран были не в состоянии обеспечить свои обязательства, а ряд компаний обанкротились. Однако стараниями Банка Франции, который был заинтересован в продолжении деятельности Банка Парижского союза, удалось привлечь инвесторов. В 1932 году Банком Парижского союза был поглощён крупный инвестиционный банк «Креди Мобильс»; в 1938 году завершилось обновление банка, который продолжил инвестировать в рисковые предприятия во Франции и за рубежом.

## Послевоенные годы
Очередной ущерб банку нанесла Вторая мировая война, который потерял активы в Центральной и Восточной Европе в связи с оккупацией стран немцами. После войны банк избежал национализации и принял участие в восстановлении национальной экономии. От финансирования отказался банк Société générale de Belgique, что банк компенсировал путём поглощения в 1953 году банкирского дома Мирабо (фр. Mirabaud). В дальнейшем банк продолжил выдавать кредиты предприятиям, приобретя новых вкладчиков, а также занялся розничными банковскими услугами. В связи с уходом из Центральной и Восточной Европы, связанным с послевоенной разрухой и последующей национализацией собственности после прихода к власти коммунистов в ряде стран, банк открыл для себя рынок Латинской Америки.
В 1960 году банк поглотил компанию Compagnie Algérienne, став вторым по величине инвестиционным банком страны. 6 марта 1963 года по банку был нанесён серьёзный удар: был убит президент банка Анри Ляфон — его застрелил боевик ОАС Жан де Брем за отказ содействовать в помиловании покушавшегося на президента де Голля Жан-Мари Бастьен-Тири. В 1964 году попытку приобрести банк предпринял барон Эдуар-Жан Эмпен, владелец Банка Европейского союза (фр. Banque de l'Union Européenne) и семья Балкани, поддержанная банком Берна: Банк Парижского союза обратился за помощью к финансовой компании Suez. Это предприятие выкупило доли обеих компанией, которые пытались выкупить банк, и довело свою долю до 21 %. 1 января 1967 года состоялось слияние Suez и Банка Парижского союза с реорганизацией в депозитный банк.
В 1966 году было принято решение об объединении Банка с депозитным банком Compagnie Française de Crédit et de Banque (Société Nouvelle), имевшим 100 отделений во Франции. Банк контролировался банкирскими домами «Neuflize Schlumberger Mallet et compagnie» и «Vernes et compagnie». Объединённый банк BUP-CFCB насчитывал 97 отделений на момент объединения, к 1973 году довёл число отделений до 170, а число офисов в аффилированных банках до 115. Акционерный капитал на начало 1969 года составлял 80 млн франков, резерв — 62 млн франков, сумма баланса — 3,6 млрд франков, депозиты — 3,3 млрд франков, ценные бумаги — 1,6 млрд франков. Банком были открыты первые взаимные фонды во Франции, продолжилось финансирование компаний. В дальнейшем финансовые операции осуществлялись с помощью дочернего банка — Французской (ранее Алжирской) кредитно-банковской компании, в то время как сам Банк Парижского союза стал холдинг-компанией.
В 1971 году Suez и Paribas, которые участвовали в борьбе за банковскую группу Crédit Industriel et Commercial, договорились о трансфере банка в состав Paribas. Слияние Банка Парижского союза с Crédit du Nord состоялось 26 сентября 1973 года под названием Crédit du Nord-BUP. Объединённая компания была переименована в 1976 году в Crédit du Nord.

## Президенты
- Люсьен Виллар (фр. Lucien Villars)
- Шарль Сержан (фр. Charles Sergent) — с 1920
- Поль Бавьер (фр. Paul Bavière)
- Анри Ляфон (фр. Henri Lafond) — 1953—1963